# B.A. Rock III
El B.A. Rock III fue la tercera edición del festival Buenos Aires Rock, cuyo título oficial fue Festival de la Música Progresiva de Buenos Aires, realizado en el actual Campo Las Malvinas del Club Argentinos Juniors de Buenos Aires, Argentina, los días 2, 3 y 16 de noviembre de 1972 (la jornada del 9 de noviembre se postergó una semana por lluvia).
Entre las bandas y figuras de rock que actuaron se encuentran Gabriela, Orion's Beethoven, Arco Iris, Color Humano, Pescado Rabioso, León Gieco, Claudio Gabis, Billy Bond y La Pesada del Rock and Roll, Pappo's Blues, y fuera de programa Sui Generis, que interpretó «Canción para mi muerte», en su primera presentación de alto perfil.
Fue organizado por Daniel Ripoll editor de la revista Pelo. El festival tuvo un gran impacto histórico y cultural y quedó registrado en la película Hasta que se ponga el sol de Aníbal Uset, estrenada en enero del año siguiente.
La tercera edición fue la última del primer ciclo (1970-1972). Tiempo después se realizó una cuarta edición en 1982, B.A. Rock IV en las canchas del Estadio Obras, y una quinta edición en 2017 B.A Rock V.

## Antecedentes
En 1967, en Argentina, la banda Los Gatos con su sencillo "La Balsa" popularizó una corriente musical original de rock en español, conocida como "rock nacional". A partir de ese momento proliferaron las bandas de rock en español, con una importante convocatoria de público, sobre todo en la ciudad de Buenos Aires.
El país atravesaba una dictadura militar, que había tomado el poder en 1966 y caería en 1973. En ese período los seguidores del naciente rock eran en muchos casos perseguidos y hasta encarcelados.